# 萊希奎倫山脈

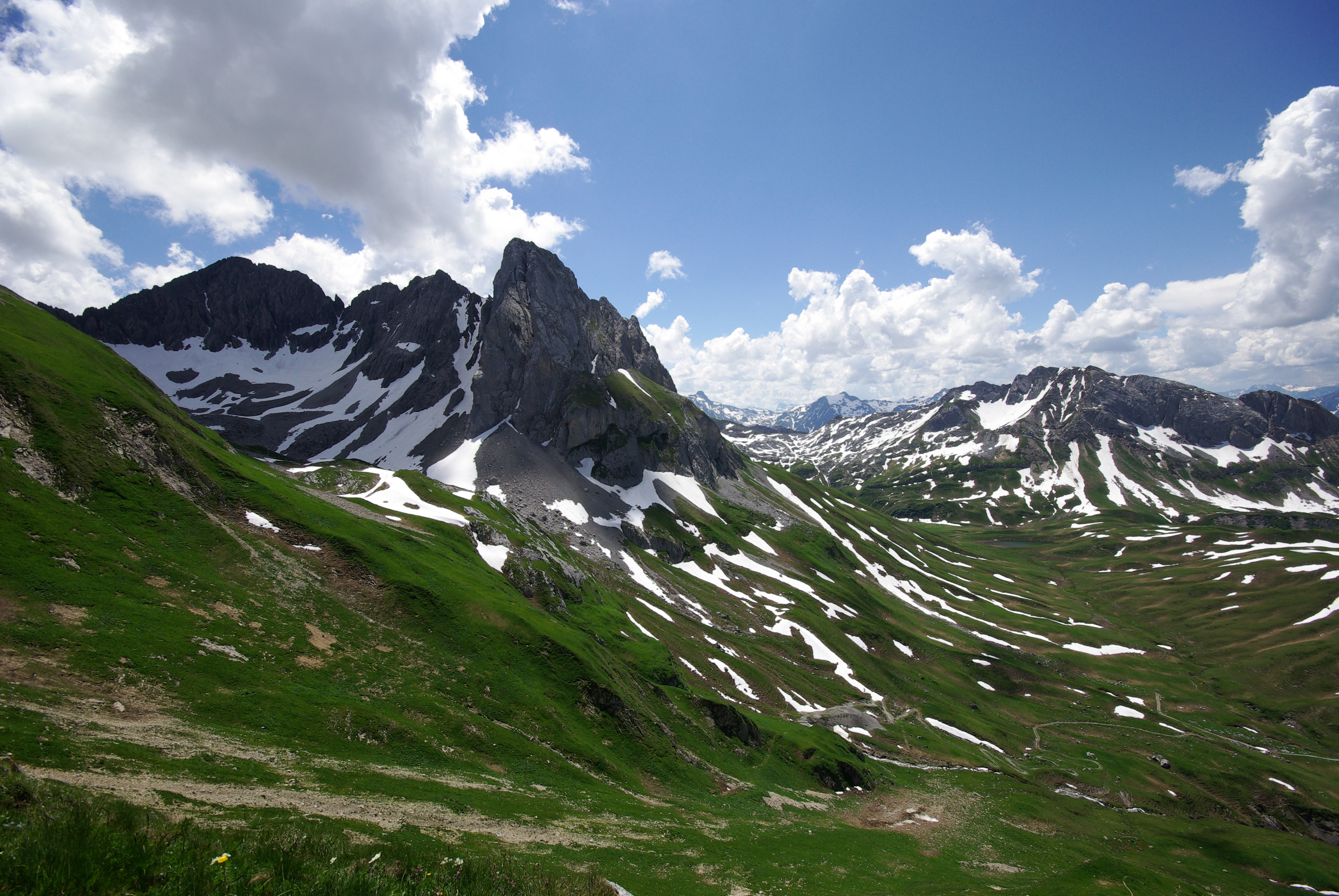

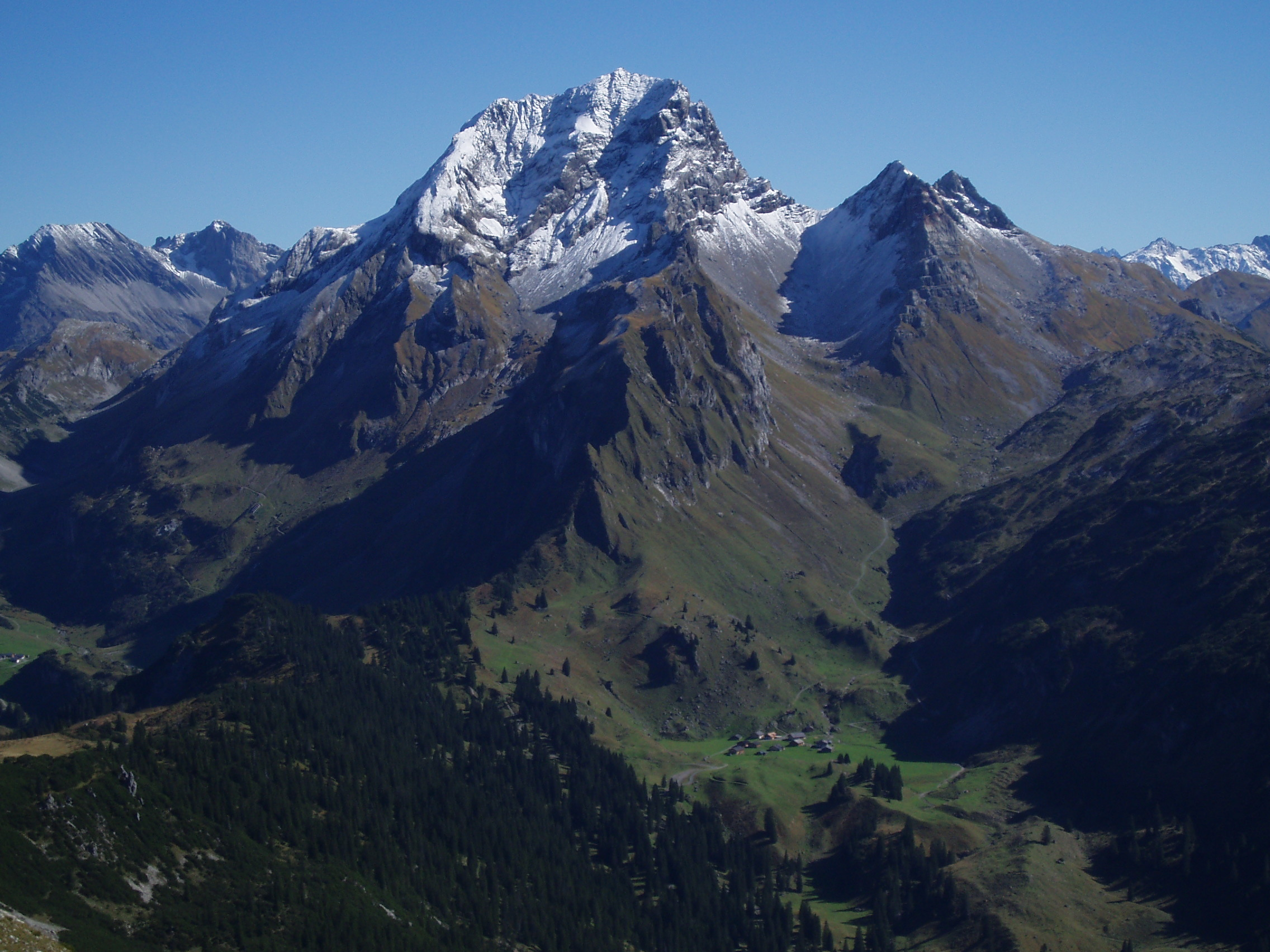

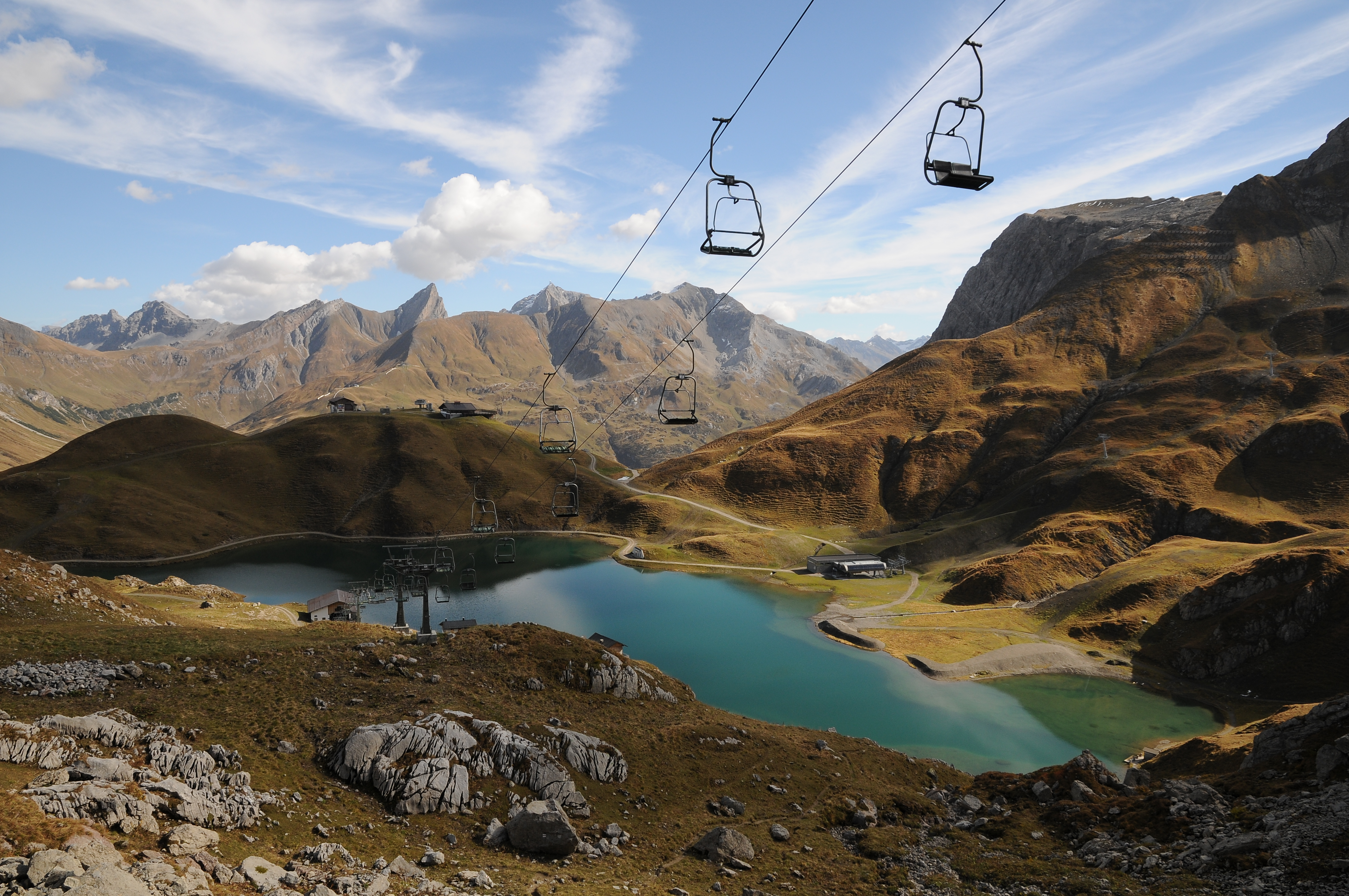

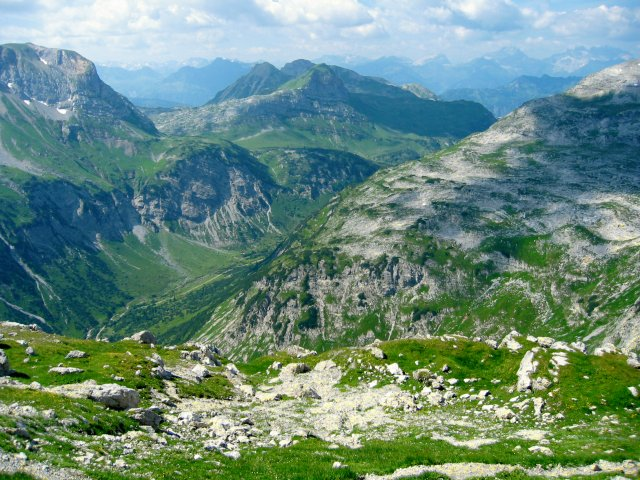

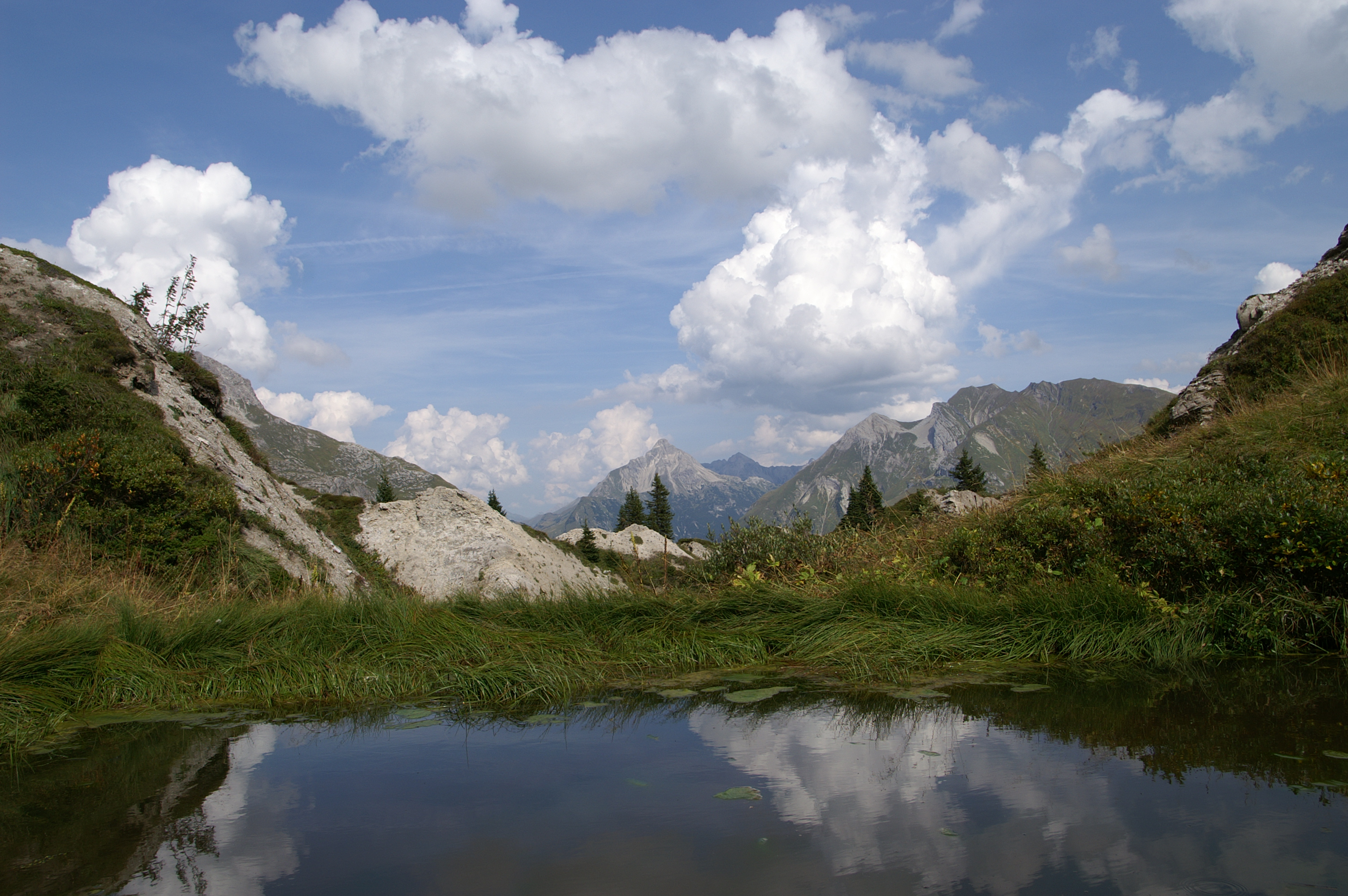

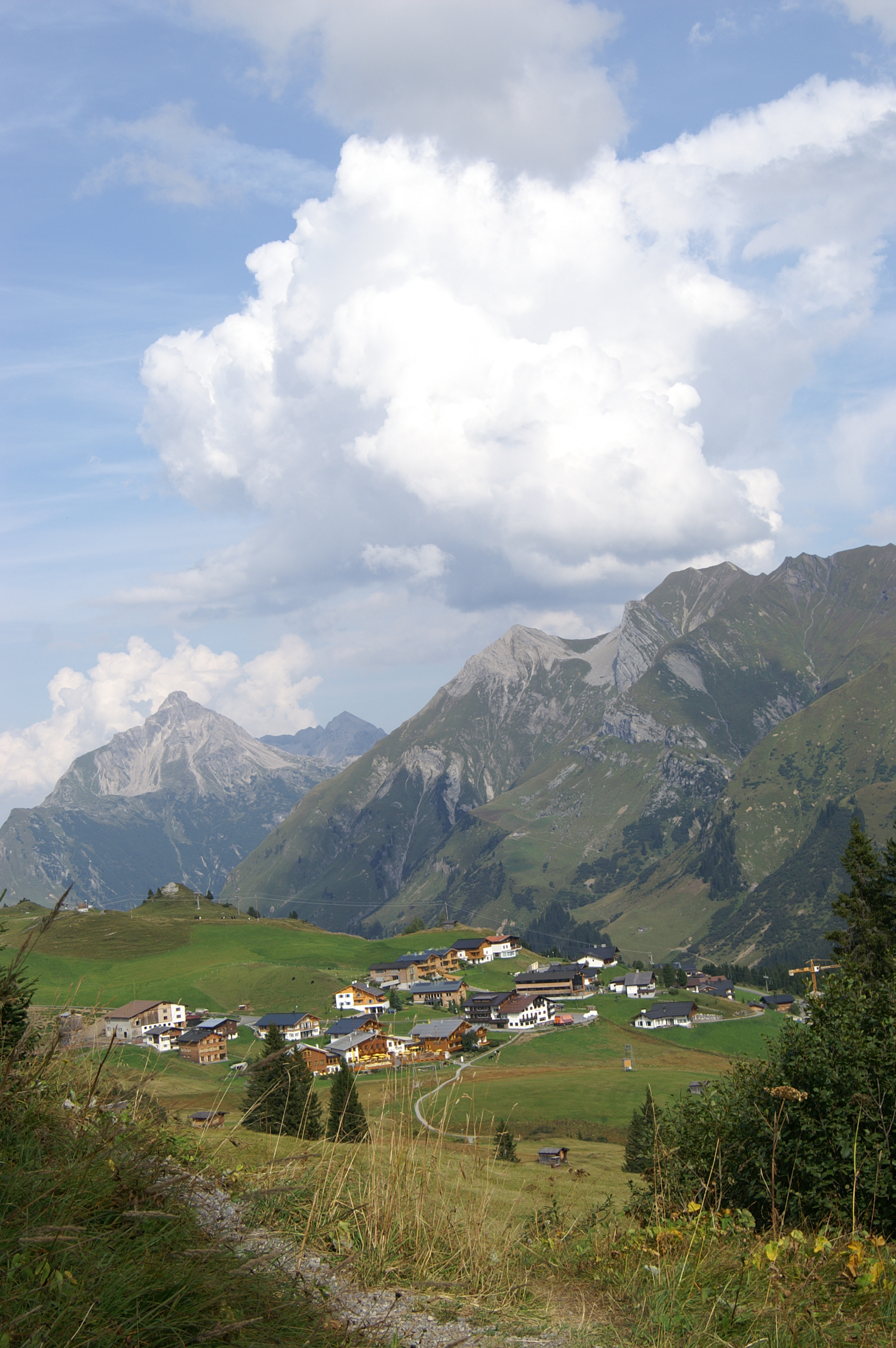

47°11′10″N 9°59′06″E / 47.18611°N 9.985°E
萊希奎倫山脈（德語：Lechquellengebirge），是奧地利的山峰，位於該國西部，由福拉爾貝格州負責管轄，屬於北石灰岩山脈的一部分，最高點海拔高度2,753米。